# HMS Colossus (1787)
HMS Colossus (Корабль Его Величества «Колоссус») — 74-пушечный линейный корабль третьего ранга. Первый корабль Королевского флота, названный HMS Colossus. Второй линейный корабль типа Courageux. Заложен в октябре 1782 года. Спущен на воду 4 апреля 1787 года на королевской верфи в Чатеме . Относился к так называемым «обычным 74-пушечным кораблям», нёс на верхней орудийной палубе 18-фунтовые пушки. Принимал участие во многих сражениях периода Французских революционных войн, в том числе в битве у острова Груа и битве у мыса Сан-Висенте.

## Служба
6 июня 1793 года в Бискайском заливе Colossus захватил люгер Vanneau, крошечное судно с вооружением всего 6 пушек, которое затем было принято в состав Королевского флота. В том же году Colossus вошел в состав большого флота из 51 военного корабля разных типов под командованием вице-адмирала Сэмюэля Худа, 1-го виконта Худа.
В начале французских революционных войн он был частью средиземноморского флота, который в 1793 году находился в Тулоне по приглашению роялистов, но был вынужден покинуть город после нападения революционных войск под предводительством капитана Наполеона Бонапарта, который здесь положил начало своей блестящей карьеры.
Утром 10 апреля 1795 года Colossus в составе английской эскадры, состоящей из пяти линейных кораблей и трех фрегатов, под командованием контр-адмирала Джона Колпойса, обнаружил три неизвестных судна на северо-западе. Эскадра устремилась в погоню
и вскоре настигла три французских фрегата. Один из них открыл огонь по Colossus, который открыл ответный огонь, нанеся фрегату серьезные повреждения. Затем фрегаты разделились, два ушли курсом на запад, а третий (36-пушечный Gloire) на северо-запад. В результате последовавшей погони Gloire был захвачен 32-пушечным британским фрегатом Astræa, позже экипажем Hannibal был захвачен второй фрегат, Gentille, третий же фрегат — Fraternité, смог уйти от преследования.
2 июня 1795 года Флот Канала под командованием Александра Худа, в том числе и Colossus (капитан Джон Монктон), отплыл из
Спитхеда чтобы обеспечить высадку французских роялистов в бухте Киберон. 22 июня на западе от Бель-Иль был замечен французский флот. Французский адмирал Вилларе-Жуайёз не собирался вступать в бой и англичане устремились в погоню. Британский флот из 14 линейных кораблей, 5 фрегатов и 6 мелких судов, в течение суток преследовал французский (12 линейных кораблей) с зюйд-веста и загнал его к острову Груа. Места для отступления не осталось, и Вилларе-Жуайёз был вынужден принять бой. В результате был отбит бывший британский корабль HMS Alexander а также два французских 74-пушечника Formidable и Tigre (впоследствии переименованный в Belleisle). Colossus получил незначительные повреждения, а также потерял три человека убитыми и тридцать ранеными.
6 февраля 1797 года Colossus, под командованием капитана Джорджа Мюррея, присоединился к эскадре сэра Джона Джервиса в у мыса Сент-Винсент. 14 февраля принял участие в сражении у мыса Сент-Винсент, в котором британский флот из 15 линейных кораблей одержал победу над численно превосходившим его испанским флотом под командованием адмирала Хосе де Кордобы. В самом начале сражения, когда британская эскадра совершала поворот оверштаг, чтобы атаковать испанскую линию, Colossus попал под сильный огонь противника, в результате чего его фока-рей и фор-марса-рей были сбиты огнём. Он не смог сохранить своё положение в линии и пропустил большую часть сражения. Потому он понёс очень небольшие потери: только 5 человек получили ранения.

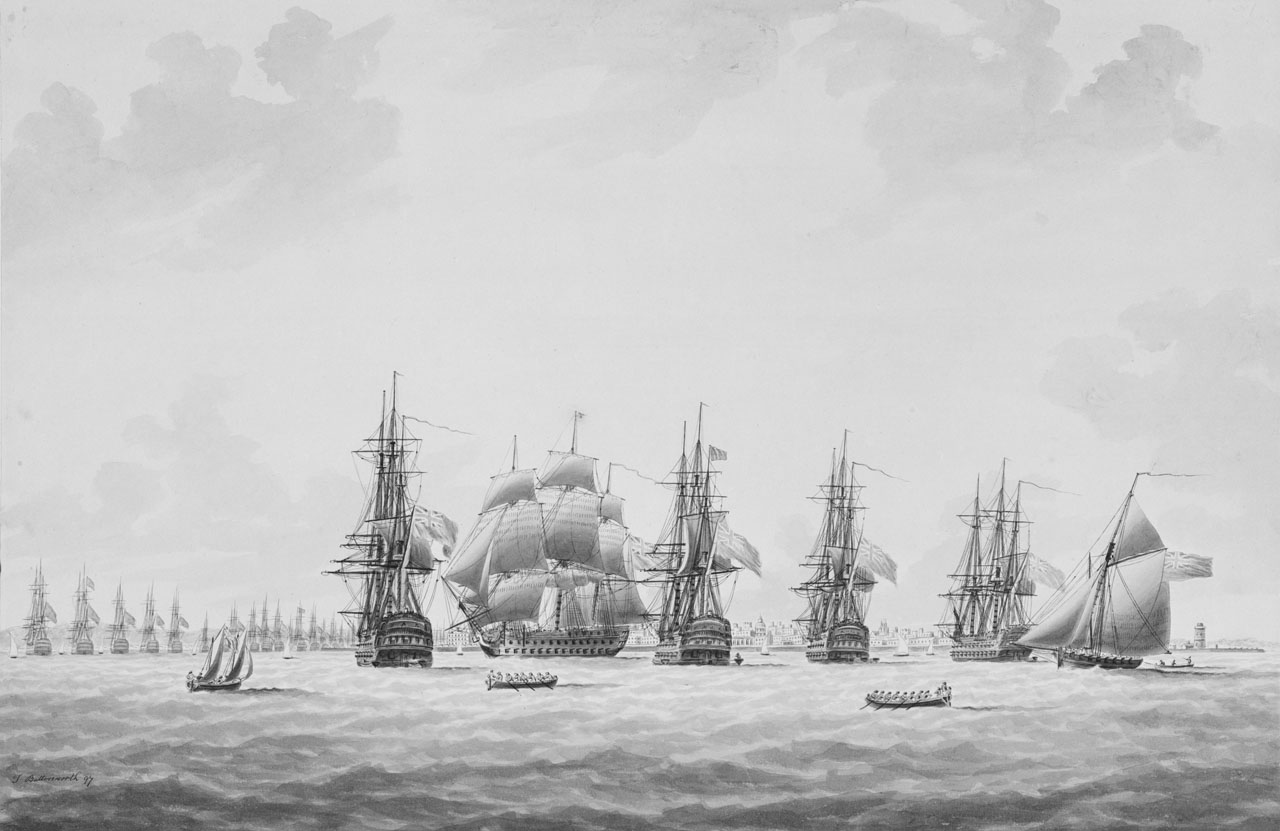
Прибрежная эскадра, блокирующая Кадис. Colossus второй справа

31 марта 1797 года Colossus вместе с эскадрой Джона Джервиса вышел из Лиссабона к Кадису, куда отступил побежденный испанский флот. Больше года принимал участие в блокаде Кадиса.
В сентябре 1798 года Colossus вошел в состав эскадры Горацио Нельсона, которая отправилась в Неаполь чтобы присоединиться к объединенной англо-португальской эскадре под командованием маркиза де Низа, которая приступила к блокаде Мальты с 12 октября.
В ноябре 1798 года Colossus было приказано вернуться домой в Англию. В Лиссабоне он присоединился к большому торговому конвою, который направлялся в Ирландию и другие северные порты. Конвой разделился в проливе Ла-Манш, как и планировалось.
В начале декабря в районе архипелага Силли Colossus попал в сильный шторм. Его было решено переждать в бухте острова Сент-Мэрис, где корабль и стал на якорь. Он находился там в течение трех дней, однако шторм только усиливался. В ночь на 10 декабря лопнул якорный канат и корабль сел на мель у острова Сэмпсон. Весь экипаж корабля, а также моряки, раненные в битве на Ниле, которые возвращались в Англию на борту Colossus, были спасены жителями острова. Лишь один матрос упал за борт и утонул во время аварии.